# Karl Eduard Heusner
Karl Eduard Heusner (né le 8 janvier 1843 à Perl - mort le 27 février 1891 à Weimar) est un fonctionnaire prussien qui a occupé le poste de ministre de la Marine au sein du cabinet Caprivi.

## Biographie
C'est en 1857 qu'Heusner entre au service de la marine prussienne. Entre 1859 et 1862, il prend part à l'expédition en Asie de l'est à bord de la frégate SMS Thetis. En 1864, il commande le SMS Wespe (de) durant la guerre des Duchés. Pendant les années qui suivent, il stationne en Méditerranée et est envoyé en Inde occidentale. En 1872, Heusner conduit des travaux de chaînage dans la mer Baltique et il est nommé président la commission d'examens des torpilleurs.
De 1878 à 1880, il est envoyé en Amérique du Sud pour défendre les intérêts de la population allemande du Pérou pendant la guerre du salpêtre entre le Chili, le Pérou et la Bolivie. Il veille notamment à ce que les lois de neutralité soient observées.
En 1883, il commande le cuirassé SMS Deutschland puis le SMS Oldenburg en 1886. L'année suivante, il dirige l'escadre allemande en Australie et en Afrique orientale. En 1888, il est nommé chef du département de la Marine au sein de l'amirauté. C'est à ce poste qu'il est promu contre-amiral le 21 janvier 1889. La même année, il est nommé ministre de la Marine, il est le premier à ce poste nouvellement créé. 
Il doit renoncer à cette charge dès 1890 à cause de problèmes cardiaques. Il est libéré de son service avec le grade de vice-amiral. Il meurt le 27 février 1891 à Weimar.